# Rachel Scott
Rachel Joy Scott, född 5 augusti 1981 i Denver, Colorado, död 20 april 1999 i Littleton, Colorado, var en amerikansk skolelev. Hon var det första offret i  Columbinemassakern.
Rachel Scotts liv och öde har givit upphov till flera böcker, bland annat Rachel's Tears, och filmer, däribland I'm Not Ashamed. Hon har även givit inspiration till organisationen Rachel's Challenge, som arbetar för att motverka våld.

## Columbinemassakern
Rachel Scott höll på att äta lunch tillsammans med vännen Richard Castaldo utanför skolan, när Eric Harris och Dylan Klebold närmade sig dem. Scott sköts först i bröstet, vänster arm och vänster ben. Hon dödades genom att Harris sköt henne i vänster tinning.
Kort före sin död skrev Scott den uppmärksammade uppsatsen My Ethics, My Codes of Life.

## Filmer
- I Zero Hour: Massacre at Columbine High från 2004 spelas Rachel Scott av Lindsay Somers.
- I I'm Not Ashamed från 2016 gestaltas Rachel Scott av Masey McLain.